# انکون، پاناما
انکون، پاناما (به اسپانیایی: Ancón, Panama) یک منطقهٔ مسکونی در پاناما است که در Panamá Province واقع شده‌است.

## خصوصیات
انکون ۶۶۴٫۵ کیلومترمربع مساحت و ۱۱٬۱۶۹ نفر جمعیت دارد.